# Specifik bränsleförbrukning
Specifik bränsleförbrukning anger hur mycket bränsle en motor förbrukar för att åstadkomma ett visst arbete. Korrekta enheten är kilogram (bränsle) per Joule (kg/J) men oftast används gram per kilowattimme (g/kWh). Även måttet gram per effektiv hästkraftstimme används.
Specifik bränsleförbrukning är ett alternativ till absolut bränsleförbrukning och ger en mer allmängiltigt och neutralt mått på hur effektivt en motor omvandlar bränsleenergin till arbete.